# Franciszek Zabłocki
Franciszek Zabłocki (2. ledna 1752, Volyň – 10. září 1821, Końskowola) byl polský katolický kněz a klasicistický a preromantický básník, dramatik a překladatel.

## Život
Pocházel ze zchudlé šlechty, a proto se snažil najít své existenční zajištění v církevních službách. Vystudoval piaristickou kolej a poté vstoupil do jezuitského noviciátu. Dříve než mohl složit řeholní slib, byl jezuitský řád zrušen. Následně se seznámil s Adamem Naruszewiczem a knížetem Adamem Kazimierzem Czartoryským, kteří mu opatřili místo v Komisi národní výchovy, V této době se také spřátelil s básníkem Franciszkem Dionzynem Kniaźninem. Byl uveden ke dvoru krále Stanislava II., kde mu byla králem udělena cena Merentibus za komedii Zabobonnik (Pověrčivec), byl zván s jiným literáty na čtvrteční královské večeře a rozhodl se věnovat se dramatické činnosti.

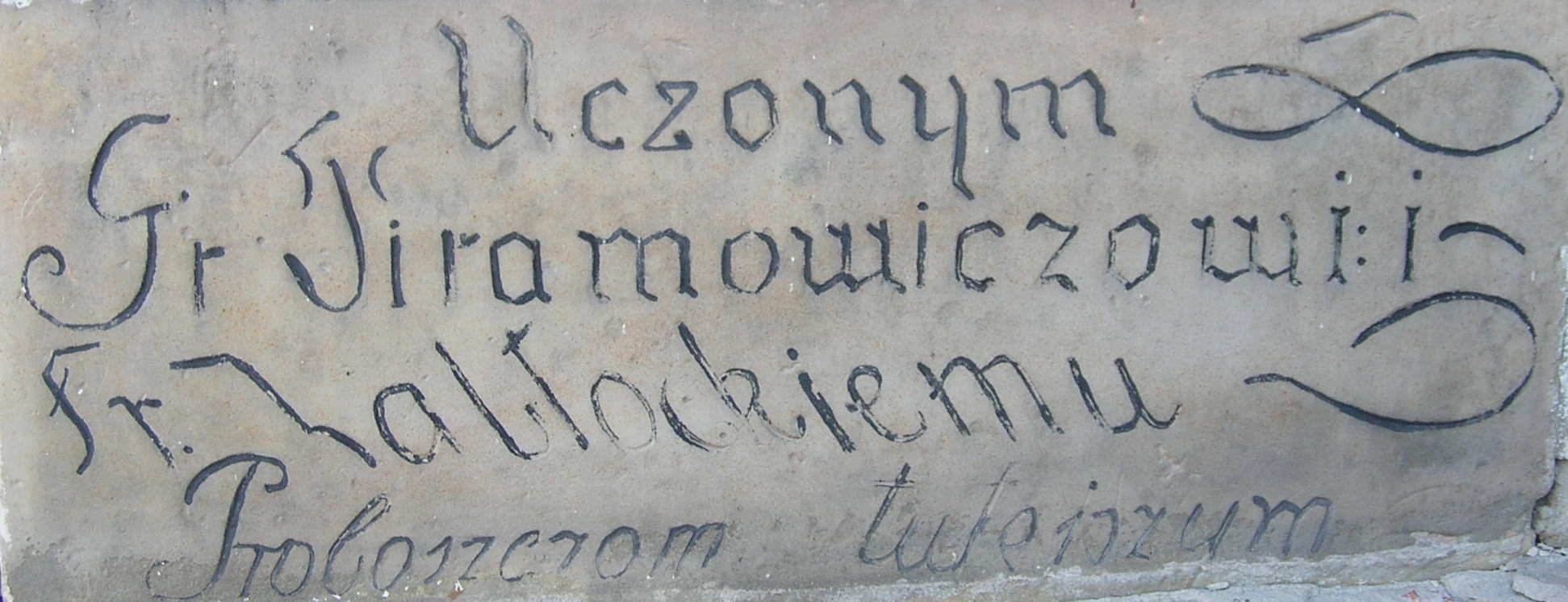
Pamětní deska Zabłockého v kostele v Końskowole

Během tzv. Velkého (neboli Čtyřletého) sejmu v letech 1788–1792 se aktivně zúčastnil prosazování reforem státu (satirické verše, letáky) a když vypuklo Kościuszkovo povstání vstoupil do vojska. Po jeho porážce se z rozčarování nad světským životem vzdal literatury, vystudoval teologii v Římě, dal se vysvětit na kněze a díky rodině Czartoryských dožil na faře v Końskowole poblíž Puław, kde se také staral o trudnomyslného básníka a přítele Kniaźnina.
Debutoval překlady Horatia a Madeleine de Scudéry, psal bajky, satiry, selanky i ódy, nejvýznamnější jsou však jeho dramata. V nich sice vycházel z cizích, zejména francouzských námětových schémat (Molière, Corneille, Beaumarchais), ale převáděl je zcela originálně do polské skutečnosti. Ve svých hrách také navázal na snahu Wojciecha Bogusławského o přiblížení divadla širokým vrstvám diváků a uváděl na scénu především měšťanské komedie (napsal jich více než padesát). Jeho námět o znepřátelení dvou rodů, které brání šťastné lásce, se stal téměř klasickým námětem pro pozdější romantické polské autory (Mickiewicz, Fredro).

## Výběrová bibliografie komedií
- Zabobonnik (1780, Pověrčivec), kritika zaostalosti a pověrčivosti polské patriarchální šlechty.
- Dwojakie głupstwo (1780, Dvojnásobná hloupost).
- Fircyk w zalotach (1781, Hejsek na záletech), zábavný salónní obrázek líčící povrchního lovce věna, který upadne do osidel obratné vdovy.
- Żółta szlafmyca, albo kolęda na Nowy Rok (1783, Žlutý noční čepec aneb Novoroční koleda).
- Sarmatyzm (1785, Sarmatismus), výraz sarmatismus je autor použil pro kritiku polské patriarchální šlechty. Poukazuje na její staromilství, nadutost, vychloubačnost, nevzdělanost, rodičovský despotismus, sklon k pitkám a k vyvolávání hádek a soudních sporů. Zápletkou hry je tvrdošíjný spor dvou šlechtických rodů o hranice panství, který brání dvěma mladým lidem v jejich lásce.
- Sierota (1785, Sirotek).
- Wychowanka (1788, Schovanka).
- Dzień klamstwa (1788, Den lží).
- Wyniosłość i niewinność (1788, Nadutost a nevinnost).

## Filmové adaptace
- Fircyk w zalotach (1968, Hejsek na záletech), polský televizní film podle autorovy komedie, režie Andrzej Łapicki.
- Fircyk w zalotach (1979, Hejsek na záletech), polský televizní film podle autorovy komedie, režie Barbara Borys-Damięcka.
- Żółta szlafmyca, albo kolęda na Nowy Rok (1995, Žlutý noční čepec aneb Novoroční koleda), polský televizní film podle autorovy komedie, režie Andrzej Strzelecki.